# Marty Jannetty
Marty Jannetty, geboren als Frederick Marty Jannetty, (Columbus (Georgia), 3 februari 1960) is een Amerikaans voormalig professioneel worstelaar die vooral bekend werd als tag teamworstelaar in de World Wrestling Federation als lid van The Rockers met vaste partner Shawn Michaels. Hij was actief tussen 1984 en 2013.
Jannetty is een gewezen WWF Intercontinental Champion en was één keer houder van het WWF Tag Team Championship met 1-2-3 Kid, hoewel hij dit kampioenschap al eerder won als partner van Shawn Michaels. Deze overwinning werd echter nooit door de promotie geverifieerd. 
Jannetty veroverde in totaal 8 kampioenschappen als lid van een tag team. Hij was minder succesvol als individueel worstelaar, met drie titels bij de zwaargewichten toen hij uitkwam voor promoties met minder financiële mogelijkheden. 
Hij deemsterde na zijn succesrijke periodes in de jaren '80 en '90 nationaal weg en beëindigde in december 2013 zijn carrière. 

## Professioneel worstelcarrière (1984-2013)

### Vroege carrière (1984-1988)
Marty Jannetty begon zijn carrière in 1984 als amateurworstelaar in zijn thuishaven Georgia en kwalificeerde zich voor de plaatselijke kampioenschappen worstelen op de middelbare school.
Hij vatte zijn professionele worstelcarrière aan op 5 april 1984, meer bepaald in de divisie 'Central States' van de 'National Wrestling Alliance' (NWA). Jannetty werd getraind door Jerry Oates. Hij maakte algauw deel uit van tag teams naast verschillende partners, onder wie "Bulldog" Bob Brown, Dave Peterson en Tommy Rogers. Met hen stichtte Jannetty de worstelgroep "Uptown Boys". 
In de lente van 1985 ontmoette Jannetty nieuwkomer Shawn Michaels, met wie hij een hechte band kreeg. De twee werkten samen als The Midnight Rockers en bemachtigden al snel het 'Central States Tag Team Championship' ten koste van "The Batten Twins". In 1986 verliet het duo NWA en sloten zich aan bij de 'American Wrestling Association' (AWA). Daar bouwden Jannetty en Michaels een reputatie op als getalenteerde worstelaars met veel atletisch vermogen. Jannetty en Michaels waren een tandem die veelal acrobatische bewegingen uitvoerden.
"The Midnight Rockers" veroverden tweemaal het 'AWA Tag Team Championship'. Ze versloegen telkens "Playboy" Buddy Rose en Doug Somers. Het duo bemachtigde tevens 2 keer het 'NWA Southern Tag Team Championship' voor 'Championship Wrestling Association' mits een overwinning tegen de "Rock 'n' Roll RPM's" voordat ze in 1988 definitief naar de World Wrestling Federation (WWF) vertrokken.

### World Wrestling Federation (WWF) (1988-1994)

#### The Rockers (1988-1992)
Het team van Jannetty en Michaels heette voortaan simpelweg "The Rockers", maar voorts werden hun eigenschappen rechtstreeks overgenomen uit hun periode bij de AWA. Het duo werd vaak "tag teamspecialisten" genoemd door commentator Gorilla Monsoon. Jannetty maakte net als Michaels zijn debuut in een televisieopname van het programma WWF Superstars op 18 juni 1988. Ze kregen concurrentie van teams als Demolition, The Hart Foundation en The Brain Busters tussen 1988 en 1990. Jannetty's eerste pay-per-view-optreden vond plaats bij het evenement Survivor Series. 
Ondanks hun populariteit hebben "The Rockers" nooit het WWF Tag Team Championship gewonnen tijdens hun 3-jarige run. Jannetty en Michaels versloegen in oktober 1990 daadwerkelijk titelhouders The Hart Foundation, maar hun zege werd geschrapt door een geannuleerd ontslag van Jim Neidhart - één helft van "The Hart Foundation". Het kampioenschap zou daardoor van houders veranderen, maar de federatie kwam terug op zijn stappen. Toen het nieuws zich verspreidde, legde WWF uit dat het oorspronkelijke resultaat nietig was verklaard door een gescheurd touw in de ring, iets wat zich effectief heeft voorgedaan.
In 1991 werd Michaels "per ongeluk" geraakt na een manoeuvre geïnitieerd door Jannetty op een van "The Nasty Boys". Hij raakte echter Michaels, resulterend in eliminatie van die laatste bij het evenement Survivor Series. Michaels was woedend op Jannetty. In een poging hun problemen op te lossen, nodigde Brutus "The Barber" Beefcake hen uit als gasten in zijn praatprogramma "The Barbershop". Jannetty en Michaels leken zich te gaan verzoenen, maar toen werd hij door Michaels door een glazen raam gegooid op de set.
Jannetty raakte aanvankelijk (kayfabe) geblesseerd, waardoor hem een kans op het vacante WWF Championship werd ontnomen bij het evenement Royal Rumble in 1992. Ric Flair won die wedstrijd, maar Jannetty zou dus niet deelnemen. Hij zou worstelen bij WrestleMania VIII, maar was alweer de grote afwezige. In maart 1992 diende Jannetty uiteindelijk zijn ontslag in. Zes maanden later bereikte Jannetty een nieuw akkoord met WWF, nadat hij pas ontslag had genomen. 
Hij was vanaf januari 1993 opnieuw een vaste waarde en daagde regerend kampioen Shawn Michaels uit voor het WWF Intercontinental Championship bij het evenement Royal Rumble, traditioneel de eerste pay-per-view van het jaar. Jannetty versloeg zijn oude partner. Volgens Jannetty was zijn terugkeer de verdienste van Curt Hennig, die op goede voet stond met eigenaar Vince McMahon. Hij was (fictief) van mening dat zijn titelwinst een straf was voor Michaels. Op 17 mei 1993 worstelde hij nogmaals tegen Michaels, een wedstrijd die werd verkozen tot PWI Match of the Year door het magazine Pro Wrestling Illustrated. 
Gedurende de zomer van 1993 worstelde Jannetty tegen Doink the Clown. Hij vormde later een tag team met de 1-2-3 Kid. Jannetty en 1-2-3 Kid waren 'overlevers' in hun eliminatiewedstrijd bij het evenement Survivor Series. Jannetty en 1-2-3 Kid veroverden op 10 januari 1994 het WWF Tag Team Championship tegen "The Quebecers".